# Роберто Арміхо
Роберто Арміхо (ісп. Roberto Armijo; 13 грудня 1937 Чалатенанго, Сальвадор — 23 березня 1997, Париж, Франція) — сальвадорський поет.

## Життєпис
Роберто Арміхо народився у Чалатенанго 13 грудня 1937 року. В 10 років переїхав з родиною в Сан-Сальвадор, де продовжив навчання. В молодості був пов'язаний з літературним гуртком в сальвадорської університеті, в який входили Роке Дальтон, Манліо Апрета, Тірсо Каналес, Хосе Роберто Кеа.
Як і інші письменники його покоління, неодноразово висилали з країни військовими режимами. У 1972 році, отримавши грант від сальвадорської університету, переїхав до Парижа. У тому ж році в Сальвадорі стався черговий військовий переворот, і він був змушений залишитися за кордоном. Смог повернутися на батьківщину тільки через двадцять років, коли Фронт національного визволення імені Фарабундо Марті і уряд Альфредо Крістіану підписали мирні угоди. За час вимушеної еміграції Роберто Арміхо був прийнятий у французьку академічне середовище, завдяки своєму другові, гватемальському письменнику Мігелю Анхелю Астуріаса. У Франції він виконував обов'язки представника Фронту національного звільнення імені Фарабундо Марті. Викладав курс латиноамериканської літератури в Паризькому університеті.

### Смерть
Роберто Арміхо помер 23 березня 1997 року від раку. Його спадщина включає в себе три поетичні збірки, драму, роман і кілька есе. Твори письменника видаються з 1956 року.